# Deinbollia acuminata
Deinbollia acuminata là một loài thực vật có hoa trong họ Bồ hòn. Loài này được Exell mô tả khoa học đầu tiên năm 1928.